# 弘福寺 (贵阳)
弘福寺位于贵州省贵阳市的黔灵山上，又称宏福寺、黔灵山寺。是汉族地区佛教全国重点寺院之一。该寺的现任住持为心照法师。

## 历史沿革
宏福寺创建于清康熙十一年〔1672年〕，为高僧赤松所建。赤松为禅宗临济宗传人，曾依照佛教丛林规章，授经传教，使弘福寺香火日盛。以后该寺不断增修，规模逐渐扩大，成为西南名刹。弘福寺素有"黔中寺庙之冠"的称誉，与贵阳栖霞寺并称为“东西二胜”。
清乾隆四年（1739年）官方颁赠《大藏经》予弘福寺。雍正年间特许开期传戒，民国期间为贵州佛教会所在地。1929年，果瑶法师创建贵州佛学院。1983年，弘福寺列为汉族地区佛教全国重点寺院、贵州省重点文物保护单位。

## 建筑风格
- 法华经塔：矗立于前山门外，七级，藏《妙法莲华经》，塔六方刻三十六佛及佛经[3]；
- 山门：有高大牌坊，上书“黔南第一山”，为董必武所题[3]。
- 天王殿：供弥勒佛及四大天王，殿南侧有《地藏经》碑刻，殿外侧两壁有巨幅绘画[4]；
- 观音殿：奉观世音菩萨；后有韦陀菩萨；
- 大雄宝殿：奉释迦牟尼、阿难、迦叶、文殊、普贤及十八罗汉[3]。

此外该寺还有玉佛殿、"放生池"、"曲尺亭"和长廊等。